# Haslemere
Haslemere est une ville du sud de l'Angleterre, dans le Surrey, près de la frontière avec le Hampshire et le Sussex de l'Ouest. Haslemere est approximativement à quinze kilomètres au sud-ouest de Guildford.
Haslemere est entouré de collines. Une grande partie de la campagne des alentours est boisée ou couverte de landes, elle est devenue une attraction populaire pour des marcheurs.
En 2001, Haslemere avait une population de 10 417 habitants.

## Histoire
Le document le plus ancien faisant mention de Haslemere date de 1221. Le nom s'écrivait Haselmere à l'époque, le nom décrit des noisetiers poussant près d'un lac. Le lac n'existe plus aujourd'hui, mais il y a un ruisseau dans la ville qui est susceptible d'avoir fourni sa source.
Au Moyen Âge, à la suite d'une charte accordée par Richard II d'Angleterre en 1394, Haslemere était une ville de marché importante. Ce droit fut confirmé par une nouvelle charte publiée par Élisabeth Ire d'Angleterre en 1596. Aujourd'hui, ce statut spécial est célébré tous les deux ans avec la "Charter Fair". Il y a un buste d'Élisabeth Ire dans la promenade nouvellement développée de "Charter Walk".
La ville tomba  un peu en déclin, mais se rétablit après 1858 avec la construction de la ligne de chemin de fer qui relie Haslemere à Portsmouth et à Londres. La ville devint un endroit à la mode et continue à être une ville populaire auprès des banlieusards.
L'église de Saint Bartholomew fut à l'origine construite au XIVe siècle, mais reconstruite en 1871. Elle contient des mémoriaux de plusieurs des résidents locaux, notamment Alfred Tennyson, qui a habité dans la ville voisine de Lurgashall qu'on souvent rend partie, un personnage commémoré dans un des vitraux de l'église, dans lequel figurent Galahad et le Graal.
Le musée d'Haslemere fut fondé par Sir Jonathan Hutchinson, un éminent chirurgien, en 1888. Il contient une collection permanente d'histoire naturelle et accueille des conférences par des personnalités locales et nationales.

## Paysage
Plusieurs doigts de terre escarpés se trouvent au nord, comme on s'approche de Thursley Common, une région boisée, incrustée de petites propriétés. À l'ouest de ceux-ci se trouve un grand "bol à punch du diable" "Devil's Punch Bowl", emblématique de la région, et sous-tendu par un tunnel du 21e siècle, épargnant le bruit et la pollution de ses promenades. Dans le Sussex au sud se trouve la montée plus singulière de Black Down qui a une très longue série d'approches, et est en fait vert foncé avec encore quelques petites fermes sur l'ensemble de ses pentes, et même des maisons, d'un style traditionnel, Arts and Crafts ou plus ancien, l'un de plus authentique. Le nom est aussi poétique qu'Alfred Tennyson (seigneur Tennyson) qui a écrit ici et a passé une grande partie de sa vie dans une maison surélevée ici.

## Personnalités

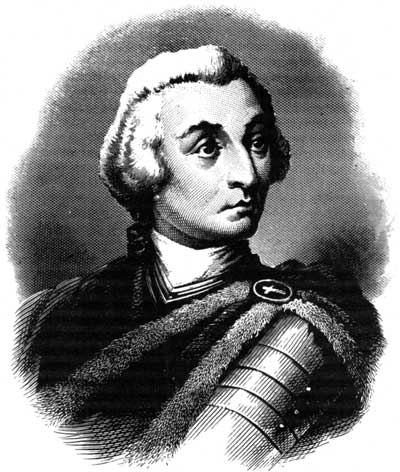
Général James Oglethorpe

- Général James Oglethorpe, député d'Haslemere de 1722 à 1754, il fonda la colonie de la Géorgie en Amérique du nord.
- Arnold Dolmetsch[2], était un violoniste et facteur d'instruments anglais, originaire de France.
- James Coutts-Michie (1859-1919), peintre, mort à Haslemere.

## Jumelages
- Bernay
- Horb am Neckar